# Docusato de sodio
El Docusato de sodio es un laxante tensoactivo de venta sin receta que, a diferencia de su análogo, el docusato de potasio, es empleado por vía oral en cápsulas de 250 mg. Pertenece a la familia de los docusatos.

## Síntesis química y estereoquímica
El docusato de sodio se puede obtener por reacción del anhídrido maleico con 2-etilhexanol, obteniéndose maleato de dioctilo. Este último se trata a continuación con bisulfito de sodio para obtener el dioctilsulfosuccinato de sodio.
El 2-etilhexanol es quiral, en virtud de la presencia de un átomo de carbono asimétrico en su estructura, el dioctilsulfosuccionato de sodio tiene tres centros quirales y no tiene, por otra parte, ningún plano de simetría ni centro de inversión. Por lo tanto, tiene 8 estereoisómeros distribuidos en forma de tres pares de enantiómeros.

## Uso en niños
Su uso principal a partir de los seis años, es la prevención y alivio del estreñimiento. En esta presentación se recomienda elevar la cantidad de líquidos ingeridos.
Aunque el fármaco se puede emplear en niños oral o rectalmente, los supositorios de ácidos grasos libres son igual de efectivos y menos invasivos que los enemas de docusato de sodio y los de sorbitol.

## Uso en embarazo y lactancia
El docusato de sodio se puede tomar durante el embarazo y la lactancia. Es un laxante que ablanda la heces y al permitir que éstas puedan absorber más agua.

## Efectos secundarios
Los efectos secundarios son poco frecuentes, sin embargo, pueden presentarse calambres abdominales o diarrea. El uso a largo plazo puede causar una función intestinal pobre.

## Uso actual
Aunque el docusato de sodio sigue empleándose en muchos países, ha sido superado por otros medicamentos como la glicerina en supositorios y la fibra en polvo.

## Otros usos
Además de sus empleo en el área de salud, este y demás miembros del grupo de los docusatos, también se utiliza como un aditivo alimentario, emulsionante, dispersante y humectante, entre otros usos.